# Skylar Diggins-Smith
Skylar Diggins-Smith  (2 de agosto de 1990, South Bend, Indiana) es una jugadora de baloncesto estadounidense.